# ムラマサ (ビデオ)
『MURAMASA ムラマサ』は、竹内力主演のオリジナルビデオのシリーズ。全12弾まで作られた。

## あらすじ
徳川幕府に迫害された者たちの怨念が宿った「妖刀ムラマサ」が過去の封印を破られ現代に蘇った。妖刀を再び封印すべく一人の剣士が立ち向かう。

## 登場人物
柳生 剣吾（やぎゅう けんご）
封印師
ムラマサ蜻蛉切り（とんぼきり）を所有している。
柳生十兵衛の流れを組む表柳生の末裔。悪しき本性に目覚めたムラマサを封印する役目を持った者。鼻の上に刀傷のような古傷がある。蜻蛉切りの使い手。常に冷静沈着だが、情に厚く非道を尽くす者は決して許さない。
普段は骨董屋「雨来屋」の店主
柳生十兵衛（やぎゅう じゅうべい）

柳生 宗厳（やぎゅう そうげん）
封印師
ムラマサ木霊（こだま）を所有している。
柳生 剣吾の父
霧生（きりゅう）
検備師
ムラマサ傀儡（くぐつ）を所有している。
楓牙 忠之（ふうが ただゆき）
検備師
童子切安綱（どうじきりやすつな)を所有している。※ムラマサではない
柳生 剣聖（やぎゅう けんせい）
検備師
ムラマサ孔雀（くじゃく）を所有している。
魁斗（かいと）
検備師
ムラマサ宝珠棍（ほうじゅこん）を所有している。
陣（じん）
検備師
幼い頃から静雷と行動と共にし、陰ながら警護をしている。　
真田 伸行（さなだ のぶゆき）
守護師
妹、幸子が守護継承者に納得せず、
親族を殺害し、ムラマサ陰縫いを奪い逃走
真田 幸子の兄
真田 幸子（さなだ ゆきこ）
守護継承者
ムラマサ陰縫い（かげぬい）を所有している。
島津 恍鬼（しまづ こうき）
守護継承者
ムラマサ陽炎（かげろう）を所有している。
風見 瞬（かざみ しゅん）
守護継承者
ムラマサ言霊（ことだま）を所有している。
鬼堂 恭介（きどう きょうすけ）
守護継承者
ムラマサ御雷（みかづち）を所有している。
神崎 楓（かんざき かえで）
守護継承者
ムラマサ土蜘蛛（つちぐも）を所有している。
道戒（どうかい）
守護継承者
里見 拓人（さとみ たくと）
守護継承者
ムラマサ鴉（からす）を所有している。
静雷（じんれい）
亜流の封印師
ムラマサ牙狼鬼（がろうき）を所有している。
嶽堂（がくどう）

葉月（はづき）

竜臥（りゅうが）

## ムラマサ一覧
ムラマサは、全部で49振り存在するといわれる剣。かつて徳川に仇なす剣として、徳川に迫害された者たちがこぞって所持したと言われている妖刀である。
ムラマサ蜻蛉切り（とんぼきり）
かつて本多忠勝が所持したとされる槍。四神獣の剣の一振り〈朱雀の剣〉。
普段は長煙管の形をしており、印と真言によって、鎧通し（短刀）、手槍へと形を変える。
火の力を宿しており、気を込めることにより太刀打の部分にあしらわれた蜻蛉を炎の鳥と化し飛ばすことができる。代々柳生の家系の封印師に受け継がれてきた。ムラマサとしての特性は「心を鎮める」。劇中では、相手から力を吸い取るような描写がある。陰縫いを刃に纏い、十文字槍の形に変化させることができる。
柳生家が守護するムラマサ
蜻蛉切り　鎧通し
相手の鎧を刺し通す為に作製された。短刀の一種
童子切り（どうじきり）
蜻蛉切り 一本槍
柄の部分に蜻蛉があしらわれている所からその名の由来
全長 : 六尺六寸
重さ : 四斤十一両
刃長 : 一尺一寸七分
元幅 : 一寸
蜻蛉切り 十字槍
蜻蛉切りと陰縫いが合わさった形
全長 : 七尺一寸
重さ : 四斤十三両
刃長 : 一尺五寸三分
元幅 : 一寸
ムラマサ陰縫い（かげぬい）
大小一位で護身刀の姿をしている。
攻撃する際には2本を使った接近戦、または2本を結合しブーメランの様に使用する。
強力な閃光を放ち、敵の陰を暴くこともできる。後に蜻蛉切りの強化に使われる。
真田家が守護するムラマサ
(大) 全長 : 八寸九分
重さ : 一斤五両
刃長 : 四尺五分
元幅 : 一寸三分六厘
元重 : 一分七厘
刃重 : 三厘
(小) 全長 : 七寸四分
重さ    : 十一両八匁
刃長    : 三寸
元幅    : 一寸
元重ね  : 一分
刃重ね  : 三厘
ムラマサ陽炎（かげろう）
刀（又は太刀）の姿をしている。刀身に炎を纏うような描写がある。
守護者の姿を隠す能力、対する相手に幻覚を見せる能力。
守護者を模写した「陽炎人(かげろうびと)」で幻人を作り出す能力がある。
島津家が守護するムラマサ
全長   : 三尺四寸三分
重さ   : 二斤
刃長   : 二尺三寸三分
反り   : 六分七厘
元幅   : 一寸
元重ね : 二分三厘
刃重ね : 七厘
ムラマサ空蝉（うつせみ）
主無きムラマサ。元々は刀であったが、戦時中に拳銃（南部十四年式銃）に打ち直された。江戸時代（三代将軍家光の時代）には継承者もいた。ムラマサの中でも特に邪悪な存在である。
名の由来は蝉の抜け殻、実体が無い所からきている。
全長   : 230 mm
重さ   : 720 g
銃身長 : 120 mm
全高   : 150 mm
厚さ   : 27.5 mm
口径   : 8 mm
装弾数 : 8 + 1 発
ムラマサ木霊（こだま）
蜻蛉切りと同じく、悪意無きムラマサ。普段は錫杖の姿をしており、結印し真言を唱えると、柄の双方に刃の着いた双身刀の状態になる。その名のごとく、相手の能力と同じ能力を発揮し、劇中では陽炎の力を写し取り、陽炎人と同様の「木霊人(こだまびと)」を作り出した。
全長   : 六尺五寸
重さ   : 四斤二両九匁
刃長   : 二尺三寸
元幅   : 六分三厘一寸
元重ね : 一分七厘
刃重ね : 七厘
ムラマサ言霊（ことだま）
四神獣の剣の1振り「青龍の剣」で、風の力を宿している。大きな戦輪のような形をしている。
攻撃力はあまり高くないが、使用者の言葉を具現化して発動することができる。また、離れた相手や、言葉が話せない者と会話をすることができる。ただし、力を使うと使用者の生命力を奪ってしまう。
名の由来は、言葉の霊威の事。
風見家が守護するムラマサ
直径    : 一尺一寸八分
重さ(一輪):一匁八両
刃長    : 二寸七分
元重ね  : 一分
刃重ね  : 六厘
ムラマサ童子切安綱（どうじきりやすつな）
名の由来は酒天童子を斬ったとされる古太刀。
楓牙家が所有するムラマサ
全長   : 三尺六寸
重さ   : 二斤十三両
刃長   : 二尺六寸七分
反り   : 九分
元幅   : 一寸
元重ね : 二分三厘
刃重ね : 七厘
ムラマサ土蜘蛛（つちぐも）
四神獣の剣の1振り「玄武の剣」。ハサミの形をしているが2本の短刀として、両手に持って使用する。地の力を宿しており、地面に突き立て地割れを起こしたり、巨大なクモを出現させて敵を攻撃することもできる。
片刃ずつ神崎家と柳生家が封印していた。
名の由来は妖怪土蜘蛛からきている。
神崎家が守護するムラマサ。
全長   : 一尺一分
重さ(一対): 二斤
刃長   : 四寸五分
風蜘蛛（かぜぐも）
言霊と土蜘蛛が合体した剣。
烈火弾（れっかだま）
火薬弾。裏柳生カエデの土蜘蛛に飾られていた玉。岩を吹き飛ばすほどの威力
ムラマサ御雷（みかづち）
羅刹の刃の部分から作られている、刀の姿をしているムラマサ。その名の通り雷の力を持っている。当初は「白虎の剣」そのものであると思われていた。
雷を刀身の部分に蓄え放電する力がある。
名の由来は雷神の化身武甕槌神（たけみかづちのかみ）からきている。
鬼堂家が守護するムラマサ
全長   : 三尺五寸四分
重さ   : 一斤十二両
刃長   : 二尺三寸七分
反り   : 一分九厘
元幅   : 一寸
元重ね : 二分三厘
刃重ね : 七厘
ムラマサ傀儡（くぐつ）
印によって人の心を操ったり、死者を木偶人形として蘇らせることができる短刀。
その名から人を操ることが出来る。
使用者の思うままに操れる。
名の由来は「かいらい」とも読むところからきている。
全長   : 一尺七寸
重さ   : 一斤八両
刃長   : 九寸五分
反り   : 三分三厘
元幅   : 九分三厘
元重ね : 一分七厘
刃重ね : 三厘
沓薙の剣（くつなぎのけん)
またの名を草薙剣（くさなぎのつるぎ）。傀儡と合体した剣。
ムラマサ鴉（からす）
金剛杵（こんごうしょ）の形をしている。
真言を唱える事で刀の様の変わる。
闇を司る鴉の力を持ち、昼を一瞬にして夜に変えることが出来る。
名の由来は八咫烏からきている。
里見家が守護するムラマサ
全長   : 三尺一寸三分
重さ   : 一斤十一両
刃長   : 二尺三寸
元幅   : 一分一分七厘
元重ね : 七分
刃重ね : 一分
ムラマサ宝珠棍（ほうじゅこん）
羅刹の柄の部分から作られたムラマサ。
短い状態から伸びて六尺棍の変形する。
名の由来は仏位の宝珠からきている。
(大)全長   : 六尺
重さ   : 二斤一両四匁
(小)全長   : 一尺
重さ   : 五両二匁
ムラマサ牙狼鬼（がろうき）
狼の牙をあしらった刃を持つムラマサ。
ムラマサの力を発散し結界を張ることが出来る。
名の由来は形状からきている。
村上家が守護するムラマサ
直径   : 八寸三分
重さ   : 二斤三両
刃長   : 七寸三分
元重ね : 一分四厘
刃重ね : 八厘
ムラマサ孔雀（くじゃく）
通常はブーメランのような姿をしている。持ち主の意志に応じて姿を変え。劇中では弓、2振りの短刀に変化した。
大きな羽の様な刀身が特徴で相手の持つ能力を分散する力がある。未だに秘めた力があるらしい。
名の由来は密教に密接な関わりのある孔雀明王からきている。
全長   : 二尺三寸三分
重さ   : 三斤二両五匁
刃長   : 九尺三分
元重ね : 七厘
刃重ね : 三厘
ムラマサ羅刹（らせつ）
四神獣の剣の1振り「白虎の剣」。水の力を宿した薙刀。ある理由により2振りに分けられている。
ムラマサ黄龍（こうりゅう）
最強とされるムラマサ。当初は封印されており、四神獣の剣が全てそろうことにより封印を解くことができる。
ムラマサさざ波（さざなみ）
降魔の一振り。
ムラマサ武蔵拵え（むさしごしらえ）
降魔の一振り。宮本武蔵が所持していた刀。
ムラマサ葉隠れ（はがくれ）

ムラマサ鬼切丸（おにきりまる）
歴史上では、酒呑童子を倒した四天王の一人である渡辺綱が持っていた刀としてその名が伝えられている。
ムラマサ八頭の大蛇（やずのおろち）

ムラマサ伽夢威（かむい）

ムラマサ沓黄泉（くつよみ）
黄龍に対抗しうる力を持つとされるムラマサ。魂を浄化する能力を持ち、生者を傷つけることはできない。月黄泉と星黄泉を揃えると誕生するとされる。
ムラマサ月黄泉（つきよみ）
土岐の里で代々継承されてきたムラマサ。柄頭の部分が月の形をしている。
ムラマサ星黄泉（ほしよみ）
両側に月の形の刃の付いたムラマサ。
ムラマサ蜈蚣（むかで）

## 用語
封印師（ふういんし）
柳生一族、妖気に目覚めしムラマサを封じる一族
かつては将軍家の剣術師範を勤めていた大名家
時の幕府が妖気に目覚めた刀ムラマサを鎮めるため、彼らは封印師なる役人を創った。
彼らが使う力
封印術は一子相伝の技、継承者はただ一人。
検備師（けんびし）
封印師の一族
封印師を継承できなかった者たち
封印師を補佐し、守護師の動きを見張る為
日本各地に散っている
ムラマサが悪用される場合、即座に封印師に報告する。
守護師（しゅごし）
その家に代々伝わるムラマサを守り、子孫へ受け継いでいく一族
守護師とは一族の人間
自分の守護するムラマサの妖気を操る事が出来る。
守護継承者（しゅごけいしょうしゃ）
守護継承者とは継承される者
継承者は一人

## キャスト
- 柳生剣吾 / 柳生十兵衛：竹内力
- 風見瞬 / 裏柳生カザミ：ERIKU
- 神崎楓 / 裏柳生カエデ：山中めぐみ
- 静雷 / 鬼灯（ほおずき）：吉野きみか
- 竜臥 / 裏柳生リュウガ：中山弟吾朗
- 霧生（柳生宗徳） / 柳生又十郎：山口祥行
- 楓牙忠之：松山鷹志
- 嶽堂：菅田俊
- 柳生宗厳：黒部進
- 柳生剣聖：森次晃嗣
- 真田幸子：勝村美香
- 鬼堂恭介 / ：本宮泰風
- 葉月（島葉月） / 空木：濱田万葉
- 検備師　陣：充吉修介

## リリース
1. ムラマサ　一ノ章 覚醒(かくせい) DVD：2004年08月25日
2. ムラマサ 二ノ章 言霊(ことだま) DVD：2004年08月25日
3. ムラマサ 三ノ章 傀儡(くぐつ) DVD：2005年05月28日
4. ムラマサ 四ノ章 鴉(からす) DVD：2005年07月29日
5. ムラマサ 五ノ章 羅刹(らせつ) DVD：2005年11月26日
6. ムラマサ 六ノ章 黄龍(こうりゅう) DVD：2006年01月28日
7. ムラマサ 七ノ章 大蛇(おろち) DVD：2006年04月27日
8. ムラマサ 八ノ章 月黄泉(つきよみ) DVD：2006年06月24日
9. ムラマサ 九ノ章 星黄泉(ほしよみ) DVD：2006年08月30日
10. ムラマサ 十ノ章 沓黄泉(くつよみ) DVD：2006年10月28日
11. ムラマサ 十一ノ章 伽夢威(かむい) DVD：2006年12月22日
12. ムラマサ 終ノ章 降臨(こうりん) DVD：2007年02月23日

- 妖刀ムラマサの怨念（特別番外編） DVD：2006年01月28日

## パチンコ台
2010年6月、本シリーズをモチーフにしたパチンコ機「CR竹内力のムラマサ」がニューギンより発売された。